# Get the Knack
A Get the Knack a The Knack együttes debütáló nagylemeze, amely 1980-ban jelent meg. Az album a maga idejében nagyon sikeres volt, egészen öt hétig vezette a Billboard hivatalos lemezlistáját és a mai napig több mint két millió példány kelt el belőle az Egyesült Államokban.
Vezető kislemeze, a My Sharona hat hétig volt listavezető a Billboard Hot 100 listán, az év végén pedig első lett az 1979 100 legnagyobb slágere listán.

## Dalok
Első oldal
1. Let Me Out (Doug Fieger, Berton Averre) – 2:20
2. Your Number or Your Name (Fieger, Averre) – 2:57
3. Oh Tara (Fieger) – 3:04
4. (She's So) Selfish (Fieger, Averre) – 4:30
5. Maybe Tonight (Fieger) – 4:00
6. Good Girls Don't (Fieger) – 3:07

Második oldal
1. My Sharona (Fieger, Averre) – 4:52
2. Heartbeat (Bob Montgomery, Norman Petty) – 2:11
3. Siamese Twins (The Monkey and Me) (Fieger, Averre) – 3:25
4. Lucinde (Fieger, Averre) – 4:00
5. That's What the Little Girls Do (Fieger) – 2:41
6. Frustrated (Fieger, Averre) – 3:51

## Közreműködött
- Doug Fieger – ének, ritmusgitár
- Berton Averre – szólógitár
- Prescott Niles – basszusgitár
- Bruce Gary – dob

## Helyezések és eladások
| Ország                                       | Legjobb helyezés |
| -------------------------------------------- | ---------------- |
| Ausztrál albumlista (Kent Music Report)      | 1                |
| Canada Top Albums/CDs (RPM)                  | 1                |
| Egyesült Királyság (UK Albums Chart)         | 65               |
| Hollandia (Dutch Charts Album Top 100)       | 36               |
| Németország (Offizielle Top 100)             | 24               |
| Svédország (Sverigetopplistan Top 60 Albums) | 39               |
| Új-Zéland (Recorded Music NZ Top 40 Albums)  | 2                |
| USA Billboard 200                            | 1                |

| Régió                                                       | Minősítés  | Eladott példányszám |
| ----------------------------------------------------------- | ---------- | ------------------- |
| Kanada (Music Canada)                                       | 4× platina | 400 000^            |
| Új-Zéland (RMNZ)                                            | arany      | 7 500^              |
| Egyesült Államok (RIAA)                                     | 2× platina | 2 000 000^          |
| ^ Kiszállítási példányszámok kizárólag a minősítés alapján. |            |                     |

## Külső hivatkozások
- Discogs
- AllMusic